# Dăeni
Dăeni là một xã thuộc hạt Tulcea, România. Dân số thời điểm năm 2002 là 2543 người.